# Gnathophorisca monstrosus
Gnathophorisca monstrosus är en stekelart som beskrevs av Karl-Johan Hedqvist 1969. Gnathophorisca monstrosus ingår i släktet Gnathophorisca och familjen puppglanssteklar. Inga underarter finns listade i Catalogue of Life.